# Zambrano
Zambrano è un comune della Colombia facente parte del dipartimento di Bolívar.
Il centro abitato venne fondato da Alvaro de Zambrano nel 1770, mentre l'istituzione del comune è del 1916.